# رولف ساند
رولف ساند (بالنرويجية البوكمول: Rolf Sand)‏ هو ممثل نرويجي، ولد في 21 فبراير 1920 في النرويج، وتوفي في 20 مايو 2018 بباروم في النرويج.

## وصلات خارجية
- رولف ساند على موقع IMDb (الإنجليزية)
- رولف ساند على موقع ميوزك برينز (الإنجليزية)
- رولف ساند على موقع قاعدة بيانات الفيلم (الإنجليزية)